# Гребёнка, Евгений Павлович
Евге́ний Па́влович Гребёнка (или Гребинка; укр. Євге́н Па́влович Гребі́нка; 21 января (2 февраля) 1812, хутор Убежище (ныне село Марьяновка), Пирятинский уезд, Полтавская губерния — 3 (15) декабря 1848, Санкт-Петербург) — русский и украинский поэт и прозаик. Старший брат академика архитектуры Николая Гребёнки.

## Биография

### Детство
Евгений Павлович Гребёнка родился 21 января 1812 года, в отцовском поместье Убежище, в приходе села Короваев, Пирятинского уезда, Полтавской губернии. Происходил из дворянской семьи отставного штаб-ротмистра Павла Ивановича Гребёнки. Крестным его был коллежский асессор Василий Иванович Маркович. Евгений был вторым ребёнком в семье Павла Ивановича и первым в браке с Надеждой Ивановной Чайковской. Раннее детство его прошло под домашним кровом. Первым воспитателем ребёнка, питавшим своими рассказами его живое воображение, была няня, которая ходила за Евгением. Следующим был домашний учитель Павел Иванович Гуслитый. По воспоминаниям людей, близко знавших Евгения Павловича в детстве, он многим был обязан в своём развитии влиянию Гуслитого. Ребёнок развивался довольно быстро.
Домашняя устная хроника рассказывает, что Евгений, будучи пяти лет, любил чертить мелом на полу разные фантастические буквы и изображения, а шести лет уже очень порядочно читал. Кудрицкий, сменивший Гуслитого в звании домашнего наставника детей Павла Ивановича рассказывал:

«В бытность мою в доме Гребёнки, Евгений, раздевшись и легши в постель, не мог заснуть без книги. Мать любившая его преимущественно пред всеми детьми, страшилась за его здоровье, которое, по её мнению, разстраивал он чтением в постели, соболезновала и советовалась с другими, каким образом привычку его изменить, но он оставался с нею до выезда моего. Павел Иванович имел особое уважение к учёным и всегда твердил, при гостях и в семейном быту, что единственное желание его увидеть Евгения профессором; для военной службы он назначал третьего сына, Аполлона, который совершенно похож был на него, а Евгений похож был на мать. Павел Иванович определил для Евгения верховую лошадь, но не позволил ему ездить до известного времени; на 14-м году его возраста подарил ему ружьё, из которого первый опыт сделал он 29 июня 1824 года, в день именин отца, застрелив горлинку, которую отец приказал изжарить: во время стола принесли её, и отец с самодовольным видом произнёс: „подобает прежде делателю вкусити от плода“. Вообще Павел Иванович, заботился об известности Евгения в детстве. В одно время он просил приехавшего к нему приходского священника отца Иоанна Яцуту, прислать „Деяния Апостольские“, — чтобы Евгений сумел прочитать из них в церкви, во время обедни, для доказательства крестьянам и другим простолюдинам, что сын его уже грамотный. „Без этой гласности, — говорил он, — народ смотрит на него без внимания“. Впоследствии Евгений не стыдился уже читать в приходской церкви. Уроки он изучал скоро и рассказывал всегда их своими словами. Любопытство его было невероятным.

Часто уроки начинались и оканчивались его вопросами, а моими ответами. Его особенно занимали славяне, малороссийские гетманы, „Энеида“ Котляревского, поверья о волшебницах, ведьмах и прочее, и прочее. В 1825 году Евгений оставил родное Убежище и поехал с отцом в Нежин, для поступления в гимназию высших наук, князя Безбородко, впоследствии лицей. В лицей он был записан с фамилией отца — Гребенкин. Так звали его во все время студенчества, так подписывался он и под первыми напечатанными стихотворениями (на малороссийском языке) в 1831 и 1833 годах. И только с 1834 года он стал подписываться фамилией Гребинка, которая приобрела известность в нашей литературе».

### Юность
Товарищи и учителя любили его за добродушие, весёлость и прилежание. Участвовал в издании ученического журнала «Аматузия». В одно время с Гребёнкою воспитывались в лицее Н. В. Гоголь и Н. В. Кукольник, но оба были в высших классах. По словам Кукольника, он знал только, что есть в низших классах мальчик, по фамилии Гребёнкин, но и не подозревал, что мальчик этот занимается литературой. Вероятно, Гоголю он был известен не больше. С Кукольником Гребёнка сошёлся потом, по окончании курса, в Петербурге, уже как собрат по литературе, а не как одноклассник. С Гоголем он, кажется, и впоследствии не был ни в каких отношениях, кроме, может быть, встреч у общего их знакомого, товарища и приятеля Гоголя, Н. Я. Прокоповича, да ещё у П. А. Плетнёва. Заниматься литературой Гребёнка начал ещё в лицее. Ко времени студенчества относится его перевод на украинский язык «Полтавы» А. С. Пушкина, первый отрывок которого был напечатан в 1831 году, а второй в 1834. К 1834 году относится также появление в печати и первого стихотворения Гребёнки на русском языке. Это пьеса «Курган».
В 1831 году Евгений Гребёнка окончил Нежинскую гимназию высших наук действительным студентом с правом на чин 14 класса, и тотчас же поступил на службу в резервный эскадрон 8-го Малороссийского казачьего полка. Но вскоре вышел в отставку и до 1834 года жил в родном хуторе Убежище. В период своей учёбы в Нежинском лицее Евгений часто приезжал и гостил у родителей. Об этом можно судить, например, по данным исповедной росписи села Короваи Пирятинского уезда Полтавской губернии за 1828 год, в приход которого входил и хутор Убежище. В этом документе упоминается, что в возрасте 18 лет Евгений был на исповеди и причащался Святых Тайн. В начале 1834 года он переезжает в Санкт-Петербург. 1 февраля 1834 года был определён в число канцелярских чиновников комиссии духовных училищ.
В 1831—1833 годах служил в 8-м Малороссийском казачьем полку. С 1834 года жил в Санкт-Петербурге. Служил в Комиссии духовных училищ при Синоде. С 1838 года до смерти преподавал словесность, временами также и естествознание, в Дворянском полку, 2-м кадетском корпусе и в других военно-учебных заведениях.

### Жизнь в Петербурге
В Петербурге Гребёнка начал усердно заниматься литературой. Сборник его басен «Малороссийские приказки» (26 басен на украинском языке) имели большой успех и были изданы отдельным тиражом в 1836 году. В этом же году он издал и свой полный украинский перевод «Полтавы», с посвящением Пушкину, с которым позже познакомился. Два стихотворения Гребёнки были напечатаны в 6-м и 7-м (посмертных) томах «Современника» за 1837 год. Есть сведения, что украинские басни молодого писателя так понравились Пушкину, что одну из них он даже собирался перевести на русский язык, а именно «Вовк и Огонь».
Одним из первых оценил талант Тараса Шевченко и принимал участие в выкупе его из крепостной зависимости. Дружеские отношения связывали его с писательницей Софьей Закревской, которая пересылала через него свои произведения для петербургских изданий.
Уже известный в литературных кругах Гребёнка всё ещё был мало знаком широкой публике. Некоторая его известность начинается с издания в 1837 году небольшой книжки, под названием «Рассказы Пирятинца». Все заимствованные из быта и преданий Украины рассказы напоминают и содержанием, и манерой повествования «Вечера на хуторе близ Диканьки» Гоголя. Помимо гоголевского, в его произведениях прослеживаются следы влияния Марлинского, Загоскина, характерные для литературного периода, в который жил и творил писатель.
Со времени издания «Рассказов Пирятинца» имя Гребёнки начинает всё чаще появляться под повестями, рассказами, очерками и стихотворениями в разных периодических изданиях. Вскоре почти ни один журнал, ни один альманах или сборник не обходятся без какого-нибудь его произведения. По свидетельству И. И. Панаева, «для журналистов был он необходим, потому что повести его и рассказы очень нравились большинству читающей публики».
В ноябре 1838 года Евгений Павлович оставил службу в комиссии духовных училищ и был определён старшим учителем (третьего рода) русского языка и словесности в Дворянский полк. Вся служба Гребёнки с этих пор ограничивается преподаванием в военно-учебных заведениях. В 1841 году он был переведён из Дворянского полка в учителя словесности во второй кадетский корпус. В последние годы жизни преподавал он тот же предмет в институте корпуса горных инженеров и в офицерских классах морского кадетского корпуса. Дослужился до чина коллежского советника.
Бывшие ученики Гребёнки передавали тёплые, полные любви и участия рассказы об их преподавателе. Все были согласны друг с другом в своих воспоминаниях. Так же добр и симпатичен был Евгений Павлович и в роли учителя, как в своей домашней жизни или в кругу своих знакомых. В уроках он не был педантом. Часто случалось, что он не умел сдержать желания поделиться с юными своими слушателями какой-нибудь замечательной литературной новостью и, вместо ведения урока, с одушевлением читал или новое стихотворение, или прозаический отрывок. Так были прочитаны им не одна из песен Кольцова, не одно из стихотворений Лермонтова, не один отрывок Гоголя. Он никогда не бранил шалунов в своём классе и не жаловался на них начальству. Когда он сердился, то обращался к ученику со словами: «Вы нездоровы: вам надо в больницу». И слова эти действовали лучше всяких угроз и наказаний, затрагивая в мальчике чувство совестливости.
Каждый год, начиная с 1838, стало появляться в печати по несколько повестей и рассказов Гребёнки. К числу наиболее выдержанных принадлежит повесть «Кулик». Очень грациозно выглядит стихотворение «Песня» («Молодая ещё девица я была»). В 1841 году издал предназначенный для народного чтения сборник «Ластівка», в котором приняли участие Шевченко, Квитка, Кулиш и другие украинские писатели. 1843 и 1844 годы были самыми плодовитыми в деятельности Гребёнки. Кроме двух романов «Чайковский» и «Доктор», он напечатал девять повестей и рассказов. Замечательнейшее из всех этих произведений — роман «Чайковский», о котором В. Г. Белинский отозвался с особой теплотой, в то же время есть и вообще лучшее произведение Гребёнки. Содержание романа заимствовано из семейных преданий матери Гребёнки и из украинской думы об Алексее Поповиче. В романе обрисована старая казаческая Украина. К 1847 году Евгений Павлович приступил к собранию и изданию всех своих произведений: первые четыре тома вышли в 1847 году, ещё четыре в 1848 году. Смерть Гребёнки прекратила это издание, в которое вошло только семнадцать повестей и рассказов и один роман из пятидесяти, написанных им. Полное собрание сочинений Гребёнки вышло только в 1862 году и затем было переиздано в 1903 году. В 1878 году были изданы все сочинения Гребёнки на украинском языке.
Что касается его характера и частной жизни, то по приезде в Петербург он быстро вошёл в круг литераторов, посещал салоны В. Ф. Одоевского, П. А. Плетнёва и других. Сам регулярно принимал у себя литераторов (любивших его за добродушие и хлебосольство), в числе которых были его близкие друзья — земляки-украинцы А. С. Афанасьев-Чужбинский, Н. В. Кукольник, Н. Я. Прокопович), а также В. Г. Бенедиктов, И. И. Панаев, автор «Конька-Горбунка» П. П. Ершов, автор толкового словаря В. И. Даль. Вечера Гребёнки нередко посещал В. Г. Белинский. Также Евгений Павлович был близок с семейством вице-президента академии художеств, графа Ф. П. Толстого. Гребёнка одним из первых оценил талант Т. Г. Шевченко, принимал участие в его выкупе из крепостной зависимости и публикации первых его произведений, в частности в 1840 году — в издании «Кобзаря». В благодарность Тарас Григорьевич посвятил Гребёнке своё стихотворение «Перебендя». Однако позже их отношения ухудшились.
Несмотря на то, что средства Евгения Павловича были незначительны, по переезде в Петербург в 1834 году, он уже в сентябре вызвал к себе братьев Михаила и Николая, первого из которых он поместил в Дворянский полк, а второго в Академию Художеств. В середине 1836 года он вызывает к себе Аполлона Павловича и в начале октября 1836 года устраивает его также в Дворянский полк. Приехавшая сестра Людмила была определена в Институт благородных девиц. Вот что пишет Евгений Павлович в письме к матери, после того, как определил в Дворянский полк младшего брата Константина: «У меня как гора с плеч свалилась: наконец последний брат мой пристроен, благодаря Бога, я как мог дал им дорогу, теперь от них зависит быть людьми». Зная, что из-за своей бедности родители не могут вывести в люди всех своих детей, Евгений Павлович считал своим долгом помочь всем братьям и сестре. При этом Евгений Павлович старался как можно чаще приезжать в отпуск на свою родину, к родителям, в родной хутор. Первую свою поездку в отпуск он совершил в 1837 году после более чем трёхгодичного отсутствия дома.

### Последние годы жизни
Напряжённый, изнурительный труд за эти три года вместе с непривычными климатическими условиями подорвали его здоровье, и поездка домой могла улучшить его самочувствие. Так как он работал в учебных заведениях, то его отпуск начинался в мае и заканчивался в августе. В Убежище его ожидали нерадостные новости: за годы его отсутствия умерли два его брата Александр и Пётр, а также сестра Анна (жена Л. Н. Свички), а отец — Павел Иванович был болен (он умер 20 октября 1837 года). И всё же пребывание Евгения Павловича среди своих родных и близких и благодатное влияние климата положительно повлияли на его здоровье. Не последнюю роль в этом сыграло и хорошее питание. В 1837 году Евгений Павлович забрал в Санкт-Петербург младшего брата Константина (а в 1839 году определил его в Дворянский полк). В 1838 году по каким-то причинам Евгений Павлович в Убежище не приезжал, а с 1839 года — каждый год он отдыхал там. Несколько раз вместе с ним в Убежище приезжали и отдыхали его друзья и знакомые — Т. Г. Шевченко (1843 год), В. И. Даль (1844 год), А. С. Афанасьев-Чужбинский. В свой очередной отпуск 1844 года Евгений Павлович повенчался с Марией Васильевной Ростенберг и забрал её с собой в Санкт-Петербург, где они проживали на Васильевском Острове.
Здесь следует упомянуть, что именно глазам этой прекрасной женщины, сразившим Евгения Павловича, мы теперь обязаны появлением бессмертного произведения литературы — романса «Очи чёрные, очи страстные», написанного им в 1843 году. От этого брака у них родилась дочь Надежда. Начались новые заботы, новые денежные расходы, которые сильно превышали старые, холостяцкие. Встал вопрос о перезакладе поместья жены (которое уже было заложено). 31 марта 1845 года Евгений Павлович в письме к матери в Убежище писал: «Поторопите деда, чтобы он выслал скорее свидетельство на перезалог имения жены моей, потому что без этого мы из Петербурга не выедем…» К несчастью, дед Марии Васильевны (отец её матери) Григорий Иванович Боярский 11 марта 1845 года умер в больнице г. Одессы от лихорадки и оформить документы на перезаклад имения было уже некому. Денег на поездку на Украину у молодожёнов не было, поэтому в 1845 и 1846 годах Евгений Павлович не приезжал в Убежище для поправления здоровья. В соответствии с послужным списком Е. П. Гребёнки за 1848 год он получил отпуск на время каникул с 30 мая по 15 августа 1847 года по домашним обстоятельствам в Полтавскую и Киевскую губернии. Кроме отдыха и поправки своего здоровья, ему пришлось решать вопросы, связанные с управлениями имений его жены в селах Рудка и Лазирки (так как дед Марии Васильевны умер) и с функционированием школы в с. Рудка, которая была открыта 17 мая 1847 года на деньги Евгения Павловича и его жены. Его мать Надежда Ивановна, обеспокоенная здоровьем сына, решила ехать в Петербург вместе с ним. Версия поездки матери писателя в Петербург подтверждается тем, что в Исповедных ведомостях Петропавловской церкви с. Короваи за 1847 и 1848 годы она не записана. До 15 августа Евгений Павлович вместе с матерью вернулся в Петербург, где снова начались дни загруженной работы. А болезнь его продолжала прогрессировать. 30 ноября 1848 года в своём рапорте помощник директора Института корпуса горных инженеров по учебной части полковник Гельмерсен докладывал директору института генерал-майору Шрейдеру: «Преподаватель российской словесности в 2-х отделениях II кадетского корпуса Горного института коллежский советник Гребёнка уже больше двух месяцев не является на занятия в связи с болезнью». Можно предположить, что с самого начала 1848/49 учебного года Евгений Павлович уже не мог преподавать: вместо него занятия проводил его земляк и товарищ Н. Я. Прокопович.

### Смерть
3 декабря 1848 года Евгения Павловича не стало. Столичная газета «Санкт-петербургские ведомости» в № 278 за 1848 год писала: «Многие пожалеют о Е. Гребёнке, как о литераторе, нам да позволено будет пожалеть о нём сверх того утрату доброго и благородного человека. Не вырастет на его могиле ни крапива, ни вереск; природа украсит её благоуханными цветами его южной родины». Умер он от туберкулёза в Санкт-Петербурге, где 7 декабря 1848 года в 11 часов утра в церкви Андрея Первозванного на Васильевском острове происходило отпевание. По завещанию, его тело было перевезено на родину в деревню Убежище, где на семейном кладбище Гребёнок, обнесённом глубоким рвом, и был похоронен Евгений Павлович 13 января 1849 года. В метрической книге Петропавловской церкви с. Короваи, Пирятинского уезда, Полтавской губернии за 1849 год сохранилась запись о том, что 13 января 1849 года погребён служивший в Санкт-Петербургском во 2-м Кадетском корпусе, коллежский советник Евгений Павлов Гребёнка, скончавшийся в Санкт-Петербурге 3 числа декабря прошлого 1848 года, и по доизволению начальства перевезённый на место родины в деревню Убежище, для предания земле в фамильном склепу (35 лет). Умер от воспаления. Исповедовал и приобщал Святых Тайн Санкт-Петербургского Андреевского собора священник Петр Гиацинтов. Погребение совершил приходской священник Косма Иоанов Выревский с причетом в фамильном склепе.
Изначально на могиле был установлен дубовый крест. Позже в 1900 году, стараниями Пирятинского земства и М. В. Стороженко, на могиле был установлен чугунный памятник — ажурный крест на постаменте, а сама могила была окружена железной решеткой. А в 1912 году, в год столетия со дня рождения писателя, было принято решение переименовать находящуюся неподалёку железнодорожную станцию Петровку, в Гребёнку. В начале 1920-х годов, в годы гражданской войны, могила Евгения Павловича была разрушена и заросла бурьяном. И только после Великой Отечественной войны, готовясь к 100-летию со дня смерти писателя, его могила была восстановлена: поставлена деревянная ограда и постамент, на котором были написаны имя писателя и даты рождения и смерти. В 1962 году на могиле был установлен бюст писателя, заменённый в 1987 году новым памятником работы скульптора Ю. Гирича.

## Семья
Жена — Мария Васильевна Ростенберг.
Дочь штабс-капитана Василия Васильевича Ростенберга и Анастасии Григорьевны Боярской. Родилась в 1827 году. Вышла замуж за Евгения Павловича Гребёнку 30 июня 1844 года. После смерти писателя была во втором браке за штабс-капитаном Петром Николаевичем Масловым, от которого родила четырёх детей. Умерла 15 декабря 1894 года.
Дочь — Надежда.
Родилась 23 ноября 1845 года. После смерти отца (1848 год) жила при матери и отчиме. После их смерти (в 1895 году) некоторое время работала сестрой милосердия в Полтавском дворянском приюте. С 1899 года с ней вёл переписку генерал-майор Алексей Павлович Суражевский, бывший ученик Е. П. Гребёнки по Второму Кадетскому корпусу. Он же выхлопотал ей пожизненную пенсию в размере 300 рублей в год. После получения пенсии она по уставу Полтавского дворянского приюта больше не могла продолжать работать в нём и перебралась в Москву. Здесь в 1900 году она была принята на работу сестрой милосердия в Измайловскую военную богадельню (Измайловский инвалидный дом им. Николая I), располагавшуюся в Москве за Семёновской заставой. Умерла она при Измайловской военной богадельне в конце 1907 года (метрической записи о её смерти найти пока не удалось: точная дата её смерти и погребения неизвестны). Отпета и захоронена, вероятно, при Соборе Покрова Пресвятой Богородицы (при богадельне). Замужем, видимо, она не была, детей не имела.

## Творчество
Печататься начал в 1831 году, опубликовав в журнале «Московский телеграф» перевод первой главы поэмы А. С. Пушкина «Полтава» на украинский язык. Его перевод всей поэмы издан в Санкт-Петербурге в 1836. Первое опубликованное произведение на русском языке — стихотворение «Рогдаев пир» («Украинский альманах», Харьков, 1831). Первые прозаические произведения на русском языке — рассказы «Малороссийское предание» и «Сто сорок пять» в альманахе «Осенний вечер на 1835 год».
В баснях на украинском языке «Медвежий суд», «Рыбак», «Волк и огонь», «Ячмень» и других обличал социальную несправедливость, помещичий произвол, взяточничество. Изданные в сборнике «Малороссийские присказки» (Санкт-Петербург, 1834, 2-e издание 1836), они получили известность.
Его стихи на украинском и русском языках («Молода ещё я девица была» (в песне — «Помню, я ещё молодушкой была»), «Очи чёрные» и другие) стали популярными песнями. Украинская жизнь нашла отражение в прозаических произведениях Гребёнки, написанных на русском языке. Вначале изображал украинскую жизнь в романтическом духе, позднее — с позиций критического реализма (сборник повестей и рассказов «Рассказы пирятинца», 1837; «Братья», 1840; повесть «Нежинский полковник Золотаренко», 1842; роман «Чайковский», 1843). Показал быт чиновников («Дальний родственник», 1841; «Полтавские вечера», 1848), угнетение крепостных (рассказ «Кулик», 1841; «Приключения синей ассигнации», 1847), трагедию «маленького человека» (повесть «Записки студента», 1841; роман «Доктор», 1844; «Заборов», 1848). Был близок к натуральной школе.
В 1841 в Петербурге издал альманах «Ластівка» («Ласточка») с участием Г. Ф. Квитки-Основьяненко, Т. Г. Шевченко, Л. И. Боровиковского, В. Н. Забилы и других украинских писателей.

## Сочинения
- Полное собрание сочинений под ред. Н. Гербеля, т. 1—5. Санкт-Петербург 1862;
- Полное собрание сочинений, т. 1—2. Киев, 1903;
- Твори, т. 1—5. К., 1957;
- Вибране, К., 1961;
- Избранное, вступ. ст. С. Зубкова, К. 1964.